# 恩古拉巴
恩古拉巴（法語：N'Gouraba），是馬里的城鎮，位於該國西部，由庫利科羅區的卡蒂省負責管轄，面積579平方公里，海拔高度344米，2009年人口15,474，人口密度每平方公里27人。